# إدقاق المسك
قرية أدقاق المسك هي إحدى القرى التابعة لمركز مطاي بمحافظة المنيا في جمهورية مصر العربية. حسب إحصاءات سنة 2006، بلغ إجمالي السكان في أدقاق المسك 9622 نسمة، منهم 4732 رجلا و4890 امرأة.